# Bolszoje Kuriejnoje
Bolszoje Kuriejnoje (ros. Введенское) – wieś (sieło) w Rosji, w obwodzie kurgańskim, w rejonie makuszyńskim. W 2010 liczyła 546 mieszkańców.